# Neoraimondia herzogiana
Neoraimondia herzogiana és una espècie fanerògama que pertany a la família de les cactàcies (Cactaceae). És endèmica de Bolívia.

## Descripció
Neoraimondia herzogiana és un arbust que creix en forma d'arbre, en forma de canelobre, perenne i carnós que arriba als 15 m d'alçada, amb un diàmetre de 15 a 20 cm. Té entre 6 a 7 costelles i les arèoles tenen entre 3 a 5 espines centrals i entre 7 a 10 espines radials d'1 a 2 cm de llarg. Les flors són blanques o rosades, pode arribara fer un diàmetre de 6 cm, van seguides de fruits comestibles. El fruit té pericarpi que està tapat de petits flocs d'espines curtes i semblants a truges. Els fruits ovoides, dolços i saborosos són de color marró groguenc i coberts d'espines. Tenen un diàmetre de 5 cm i de 5 a 6 cm de llarg.

## Distribució
Neoraimondia herzogiana es troba als departaments bolivians de Cochabamba, Chuquisaca, Santa Cruz i Tarija a altituds de 600 a 1900 msnm.

## Taxonomia
Neoraimondia herzogiana va ser descrita per (Backeb.) Buxb. i publicat a Katalog der in Kultur stehenden Arten 89, l'any 1967.
Sinonímia
- Neocardenasia herzogiana[3]